# HSD3B2
HSD3B2 là gen ở người mã hóa cho 3beta-hydroxysteroid dehydrogenase/delta(5)-delta(4)isomerase type II hoặc hydroxy-delta-5-steroid dehydrogenase, 3 beta- và steroid delta-isomerase 2. Protein được biểu hiện chủ yếu trong những mô sản xuất steroid và có vai trò cần thiết trong hoạt động sản xuất hormone steroid. Một ngoại lệ đáng chú ý là nhau thai, nơi HSD3B1 đóng vai trò quan trọng trong hoạt động sản xuất progesterone của mô này.
Đột biến trên gen HSD3B2 dẫn đến hệ quả tăng sản thượng thận bẩm sinh do thiếu hụt 3 beta-hydroxysteroid dehydrogenase.